# دونكي كونغ 2
دونكي كونغ 2 (بالإنجليزية: Donkey Kong II)‏ تم تطوير اللعبة التي تشبه دونكي كونغ جونيور بواسطة نينتندو للبحث والتطوير 1 وتم إصداره كجزء من سلسلة غيم أند واتش، التي تضم شاشتين LCD. صدر في عام 1983. يجب أن يلمس دونكي كونغ جونيور مفتاحًا، ثم ينتقل إلى أعلى الشاشة. يتعين على دونكي كومنغ جونيور الصعود إلى أعلى الشاشة مع تجنب أشياء مثل الأسلاك الكهربائية والتماسيح والطيور. عندما يصل إلى الشاشة العلوية، سيتعين عليه لمس المفتاح مرة أخرى، وسوف ينتقل إلى جانب ثقب المفتاح الموجود أسفل إحدى السلاسل. يتعين على دونكي كونغ جونيور تسلق الحبل أسفل ثقب المفتاح، مع تجنب الطيور. عندما يصل إلى قمة الحبل، تفتح إحدى السلاسل. كان عليه أن يفعل هذا 4 مرات حتى ينقذ دونكي كونغ. بعد ذلك، ستبدأ اللعبة من جديد بوتيرة أسرع إلى حد ما.